# Клас Тодда
Клас Тодда — це певна система, яка нині вважається частиною теорії характеристичних класів в алгебричній топології. Клас Тодда векторного розшарування можна визначити за допомогою теорії класів Чженя і вони зустрічаються там, де класи Чженя існують — в першу чергу в диференціальній топології, теорії комплексних многовидів і алгебричній геометрії. Грубо кажучи, клас Тодда діє протилежно класу Чженя і відноситься до нього як конормальне розшарування відноситься до нормального розшарування.
Класи Тодда відіграють фундаментальну роль в узагальненні класичної теореми Рімана — Роха на простори вищих розмірностей до теореми Хірцебрух — Рімана — Роха і теореми Гротендіка — Хирцебрух — Рімана — Роха.